# Ngôi đền của các Chiến binh

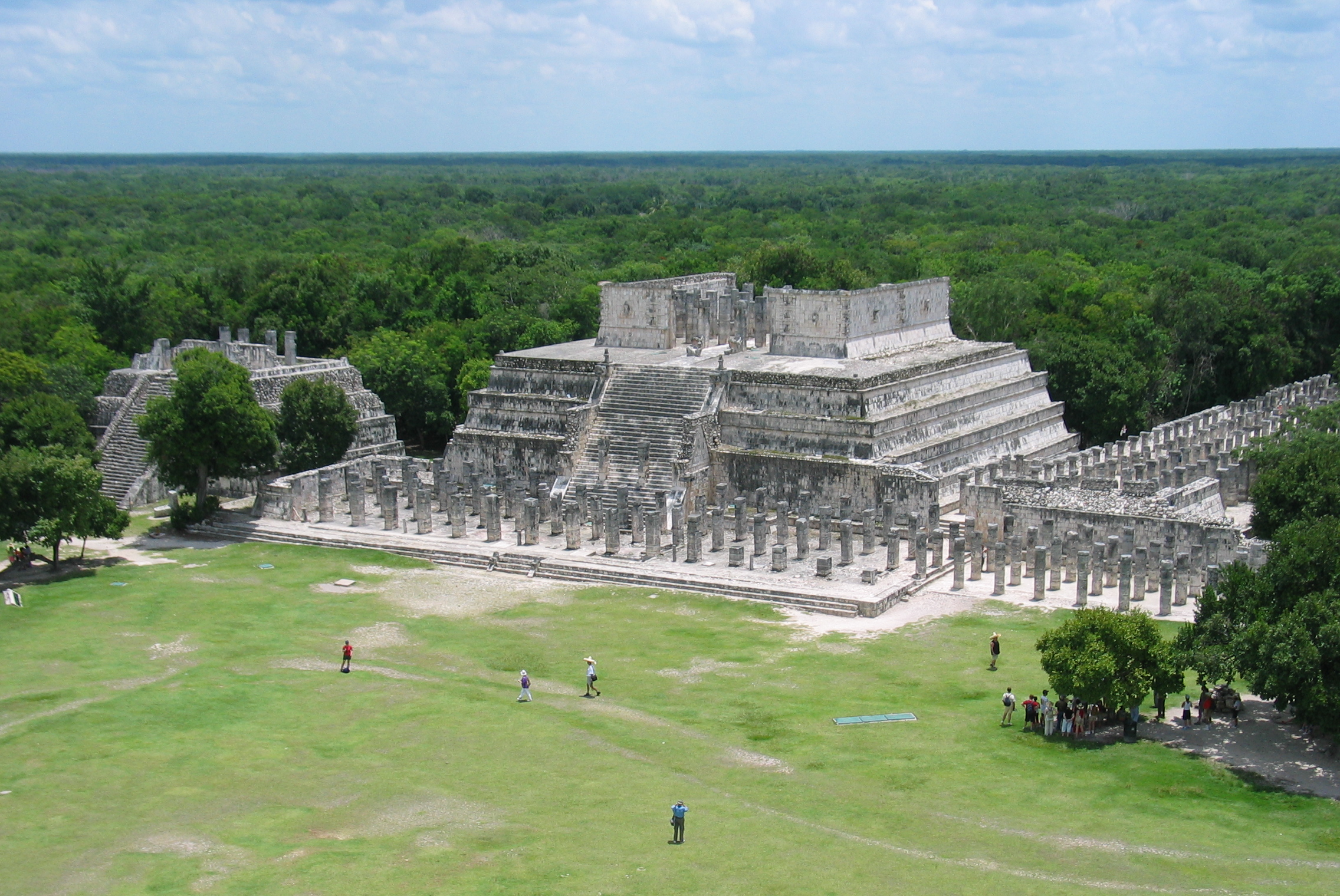
Quang cảnh từ xa của Ngôi đền của các chiến binh, trong khu phức hợp khảo cổ học ở Chichén Itzá, México.

Đền thờ của các chiến binh là một ngôi đền của người Maya cổ đại, được xây dựng vào năm 1200 sau Công nguyên bởi nền văn minh Maya Itzá ở thành phố cổ Chichen Itza, trên lãnh thổ hiện nay thuộc bang Yucatan của Mexico.

## Lịch sử
Ngôi đền bị ảnh hưởng bởi kiến trúc của người Toltec, và điều này được chứng minh bằng những điểm tương đồng với ngôi đền Tlahuizcalpantecuhtli, nằm ở Tollan-Xicocotitlan hoặc Tula, vốn là thủ phủ của bang Toltec, và được xây dựng trên nền một lâu đài cũ dành riêng cho «Dios Reclinado» Chac Mool, dưới sự chỉ huy của người Maya Itzaian.

## Kiến trúc
- Địa điểm: Nằm ở phía đông của Great Plaza Chichen Itza.
- Kích thước: 40 mét ở mỗi bên.
- Hình dạng: kim tự tháp bước với 4 cơ quan.
- Ngôi đền trên chia thành 2 phòng.
- Lối vào với hai con rắn chuông khổng lồ
- Một số lượng lớn các phòng thông tầng có mái vòm.
- Điêu khắc của thần Chac Mool ở lối vào của ngôi đền.
- 200 cọc và cột, được gọi là Nhóm 1000 cột.

## Bảo tồn
Ngôi đền có điều kiện bảo quản khá tốt và công việc phục hồi bắt đầu vào năm 1925.